# Inzell
Inzell är en kommun och ort i Landkreis Traunstein i Regierungsbezirk Oberbayern i förbundslandet Bayern i Tyskland.  Folkmängden uppgår till cirka 5 000 invånare. Platsen är bland annat känd för sin skridskobana, där skridsko-VM har arrangerats flera gånger, senast 2005.